# El Catllar
El Catllar è un comune spagnolo di 2 594 abitanti situato nella comunità autonoma della Catalogna.